# Galáxia Anã de Indus II
A Galáxia Anã de Indus II é uma galáxia satélite da Via Láctea e faz parte do Grupo Local. Foi descoberta no ano de 2015. Encontra-se na constelação de Indus, localizada a 214 kpc da Terra. É classificada como uma provável galáxia anã esferoidal (dSph) o que significa que ela tem uma forma aproximadamente arredondada com um raio de cerca de 0,36 kpc.